# Hanns Koren

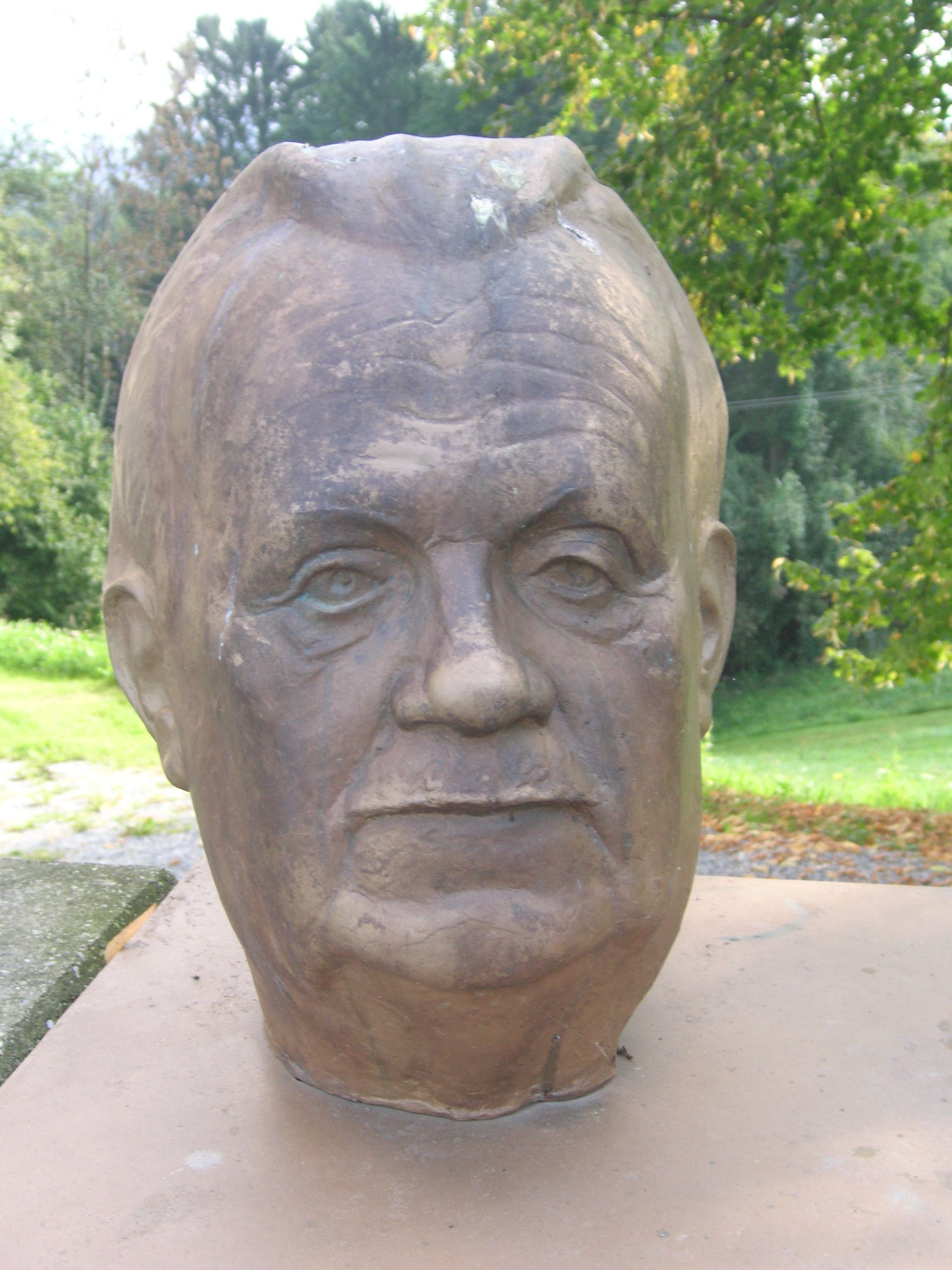
Büste von Hanns Koren bei der Alten Kirche in Sankt Bartholomä

Johann Anton „Hanns“ Koren (* 20. November 1906 in Köflach; † 27. Dezember 1985 in Graz) war ein österreichischer Volkskundler und Politiker (ÖVP). Koren war Professor an der Karl-Franzens-Universität Graz, Nationalratsabgeordneter, steirischer Landesrat und Landtagspräsident. Als Kulturpolitiker war Koren Begründer des Festivals Steirischer Herbst.

## Leben

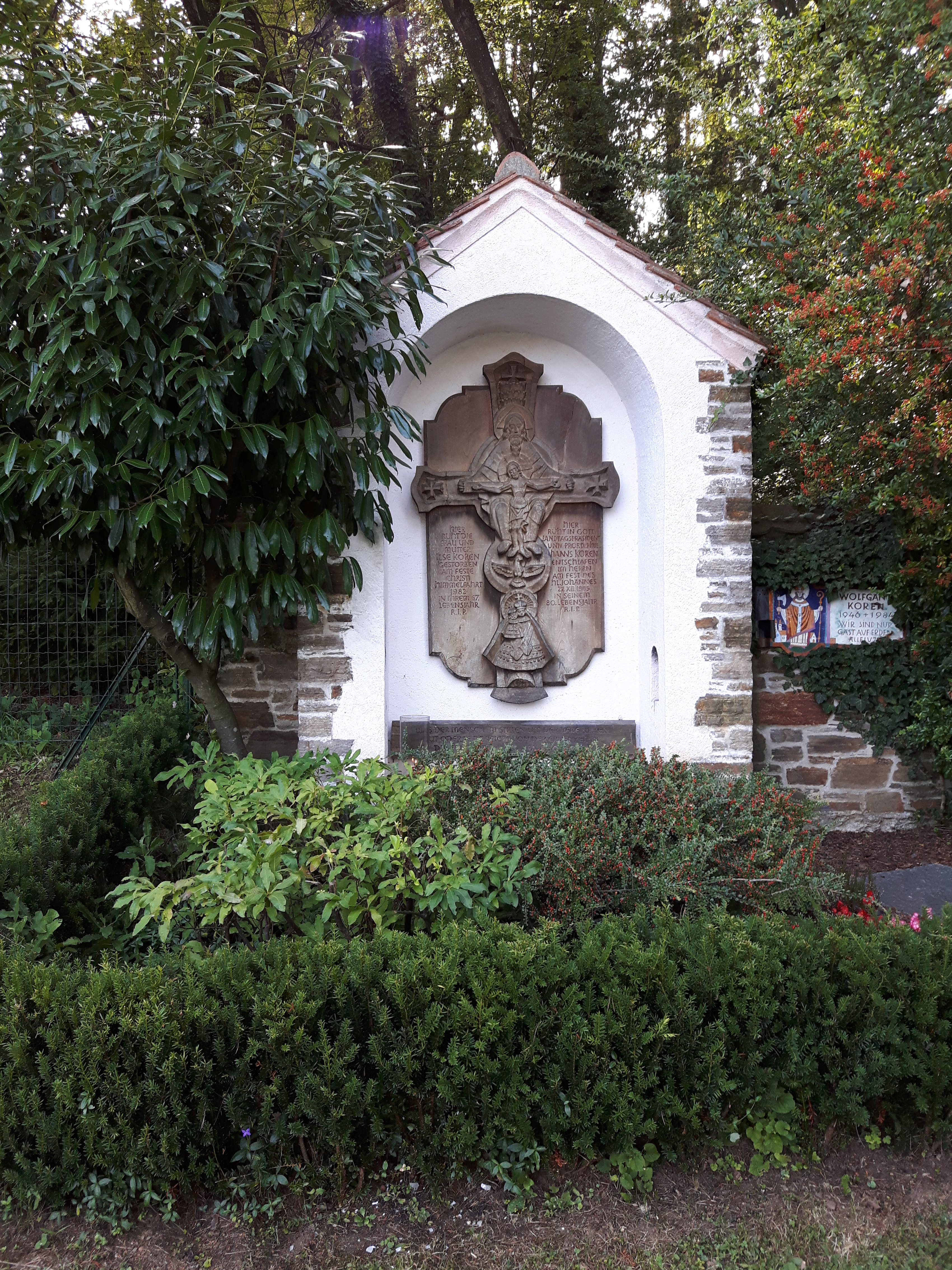
Das Grab von Hanns Koren auf dem Friedhof von Sankt Bartholomä

Hanns Koren war der erstgeborene von fünf Söhnen des Fotografenmeisters Johann „Hanns“ Koren (* 18. Juni 1881 in Köflach; † 6. Dezember 1956 ebenda) und dessen Gattin Mathilde (geborene Fink; * 14. Februar 1885 in Köflach; † 4. April 1961 in Voitsberg). Seine Eltern hatten am 20. Februar 1906 geheiratet. Er wurde am 20. November 1906 in Köflach (damalige Heimatadresse Köflach 68) geboren und am nachfolgenden Tag auf den Namen Johann Anton getauft. In Köflach absolvierte er sechs Klassen der Volksschule, ehe es ihm ermöglicht wurde, ins Fürstbischöfliche Knabenseminar in Graz (heute: Bischöfliches Gymnasium Graz) einzutreten. Hier war er Schüler von August Musger und maturierte hier nach acht Jahren mit sehr gutem Erfolg.
In Graz studierte er Germanistik, Volkskunde und Soziologie an der Karl-Franzens-Universität. Er war während seiner ersten Studienjahre Mitglied der K.D.B. „Suevia auf dem Waldhof Graz“, trat aus ihr Ende 1929 aus und war als Gründungsmitglied der KATV Norica Graz im ÖKV, damals im KV.
Im März 1932 promovierte er bei Karl Polheim (Dissertationsthema: Die steirischen Joseph-Spiele). Er fand in Graz keine Stelle und ging im Juni 1932 nach Salzburg, wo er am Aufbau des Institutes für religiöse Volkskunde mitwirkte, dessen Leiter er 1935 wurde. Von 1932 bis 1936 war Koren als Assistent an der Universität Salzburg tätig. Koren war ein enger Mitarbeiter von Viktor von Geramb, dem Gründer und Leiter des steirischen Volkskundemuseums.
Landeshauptmann Karl Maria Stepan holte Koren 1936 nach Graz zurück. Hier wurde er zunächst Kustos am Landesmuseum Joanneum. Am 26. Juli 1938 heiratete Koren in der Grazer Herz-Jesu-Kirche Ilse Zimmer (1915–1982); sie bekamen zwischen 1939 und 1946 fünf Jungen und ein Mädchen. Am 1. Juni 1939 wurde Koren zum Ende des Monats vom Reichsstatthalter in den Ruhestand versetzt und erhielt ein Publikationsverbot sowie das Verbot öffentlich zu wirken. Am 31. Jänner 1940 wurde diese Versetzung in den Ruhestand vom Reichskommissar für die Wiedervereinigung Österreichs mit dem Deutschen Reich aufgehoben und er zugleich zum Wehrdienst eingezogen. Koren diente im Russlandfeldzug und kehrte 1944 krank aus Russland zurück.
Im Dezember 1945 habilitierte er sich zum Thema „Die Spende“ (veröffentlicht 1954); im November 1951 wurde er zum außerordentlichen Professor an der Universität Graz ernannt. 1953 bis 1985 war Koren auch Herausgeber und Redakteur der Österreichischen Zeitschrift für Volkskunde. Von 1949 bis 1963 war Koren als Nachfolger Gerambs Direktor des Volkskundemuseums.

Koren war von 1953 bis 1957 Abgeordneter zum Nationalrat und fungierte in der Zeit von 1963 bis 1970 als steirischer Landeshauptmann-Stellvertreter unter Landeshauptmann Josef Krainer senior, wobei er als Regierungsmitglied vor allem das Kulturreferat leitete. Er initiierte zahlreiche kulturelle Projekte, zu deren bekanntesten wohl der steirische herbst  gehört, der 1968 gegründet wurde und heute noch Kulturbegeisterte aus der ganzen Welt in die Steiermark zieht. Die Gründung des Österreichischen Freilichtmuseums in Stübing und die internationalen trigon-Ausstellungen fielen ebenfalls in seine Amtszeit. Daneben hielt Koren auch Kontakt zu traditionellen konservativen Kreisen von Kulturschaffenden. Über die Steiermark hinaus bekannt wurde Korens Leitsatz 

„Heimat ist Tiefe, nicht Enge.“

Von 1970 bis zu seinem Ausscheiden aus dem Steiermärkischen Landtag 1983 amtierte er als Landtagspräsident.
Beerdigt wurde Hanns Koren auf eigenen Wunsch in Sankt Bartholomä, wo er zu Lebzeiten Ehrenbürger geworden war. Vor der alten Kirche erinnert seit 1966 eine von Bildhauer Alfred Schlosser geschaffene Gedenkstätte an den Politiker.

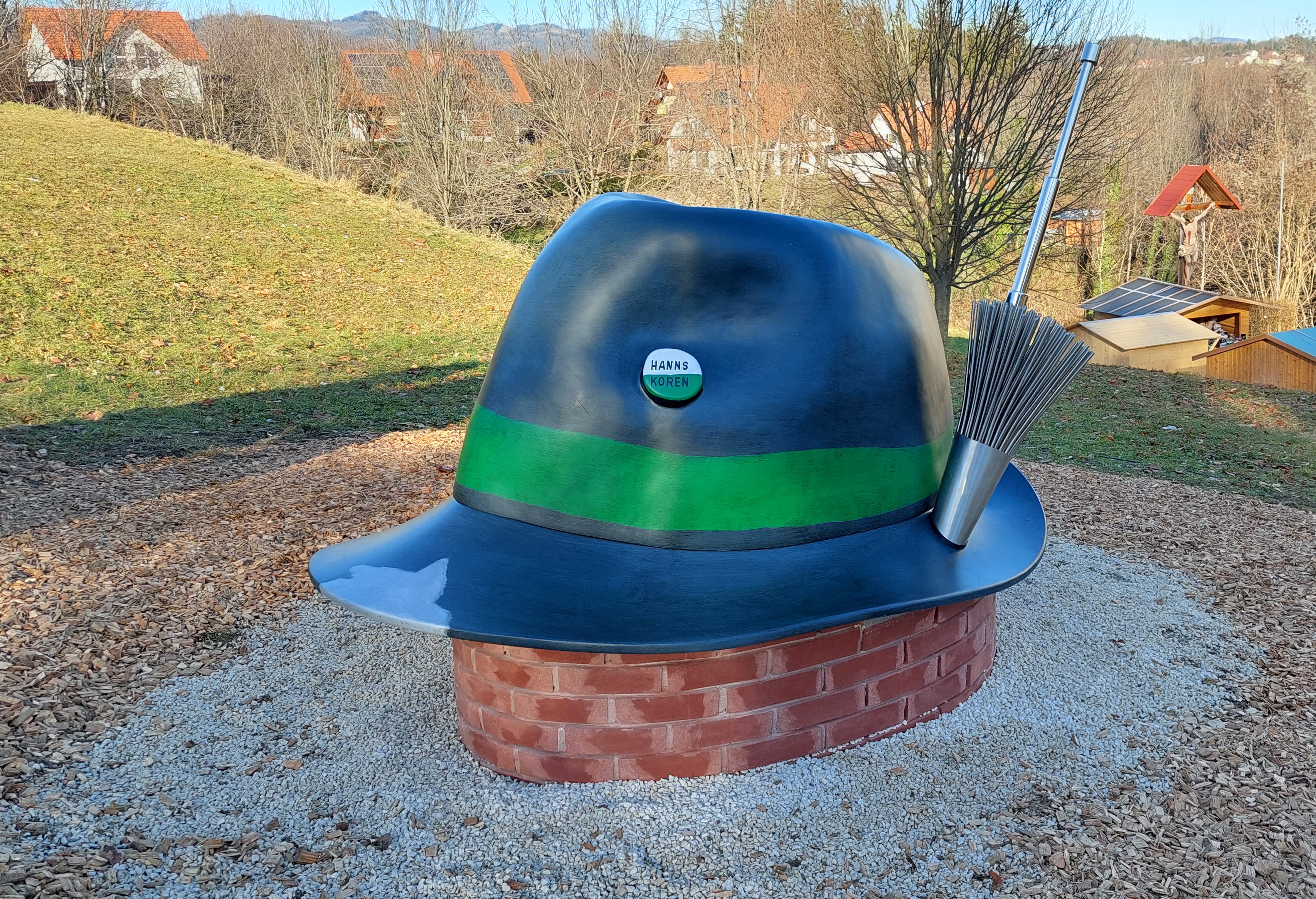
Das im Dezember 2023 enthüllte Denkmal LokalGlobal von Werner Reiterer vor der alten Kirche

Im Dezember 2023 wurde ein Denkmal für Hanns Koren in St. Bartholomä enthüllt. Aus 33 Einreichungen war die Arbeit LokalGlobal von Werner Reiterer ausgewählt worden.

## Sonstiges
1930 begründete Hanns Koren die KATV Norica zu Graz im Kartellverband katholischer nichtfarbentragender akademischer Vereinigungen Österreichs (kurz ÖKV) mit. 1952 wurde er Ehrenmitglied der Katholischen Verbindung K.Ö.H.V. Carolina Graz im ÖCV sowie 1955 bei der K.Ö.St.V. Traungau Graz im ÖCV und 1956 bei der K.Ö.St.V. Babenberg Graz im ÖCV. 1961 erhielt er die Ehrenmitgliedschaft der K.St.V. Waldmark Mürzzuschlag im MKV.

## Texte und Werke
- Volkskunde als gläubige Wissenschaft. Verlag Anton Pustet, Leipzig, 1936, 75 S.
- Die Spende – Eine volkskundliche Studie über die Beziehung „arme Seelen – arme Leute“. Habilitationsschrift (1945), veröffentlicht im Styria Verlag, Graz 1954, 171 S.
- Fahrt in die Heimat. Querschnitt-Verlag, Graz, 1946, 53 S.
- Volk und Heimat – Festschrift für Viktor von Geramb. (mit Leopold Kretzenbacher) Verlag Pustet, Graz, 1949, 320 S.
- Pflug und Arl. Ein Beitrag zur Volkskunde der Ackergeräte. Veröffentlichungen des Institutes für Volkskunde, Salzburg, Band 3. Müller, Salzburg, 1950, 275 S.
- Volkskunde der Gegenwart. In: Blätter für Heimatkunde, Jg. 26, Graz-Wien-Altötting, 1952.
- Verwandlung der Heimat. Styria Verlag, Graz, 1972, ISBN 978-3-222-10702-3
- Bauernhimmel. Heiligendarstellungen im bäuerlichen Brauchtum. Styria Verlag, Graz, 1974, 112 S., ISBN 978-3-222-10780-1
- Momentaufnahmen. Menschen, die mir begegneten. Styria Verlag, 1975, 181 S., ISBN 978-3-222-10854-9
- Rede zur Freiheit der Kunst, 12. Dezember 1975 im Steiermärkischen Landtag[11]
- Nachlese. Bilder und Betrachtungen. Styria-Verlag, 1978, 142 S., ISBN 978-3-222-11089-4
- Daheim. Unterhaltliche Erinnerungen. Styria-Verlag, 1980, ISBN 978-3-222-11239-3
- Steirische Anlässe. Ansprachen und Vorträge. Styria-Verlag, 1982, ISBN 978-3-222-11382-6
- Wieder daheim. Aufzeichnungen und Anreden. Styria-Verlag, 1984, ISBN 978-3-222-11533-2
- Volksbrauch im Kirchenjahr. Pinguin-Verlag, Innsbruck, 1986, 184 S., ISBN 978-3-7016-2246-7

## Würdigung
Ihm zu Ehren wurde der Kulturpreis des Landes Steiermark als Hanns-Koren-Kulturpreis des Landes Steiermark benannt.
Anlässlich seines 100. Geburtstages im Jahr 2006 wurde im Bischöflichen Gymnasium und Seminar Graz eine Gedenktafel für den berühmten Schüler enthüllt.
Weiters tragen die Straße einer Wohnsiedlung in Straßgang den Namen Hanns-Koren-Ring, ein Platz Köflach den Namen Dr. Hanns-Koren-Platz und ein Weg in Raaba-Grambach den Namen Hanns-Koren-Weg.

## Auszeichnungen
- Ehrenring des Landes Steiermark
- 1960 Großes Goldenes Ehrenzeichen für Verdienste um die Republik Österreich
- 1966 Großes Goldenes Ehrenzeichen mit dem Stern für Verdienste um die Republik Österreich
- 1973 Ehrenbürger von Sankt Bartholomä für seinen Einsatz um die Erhaltung der Alten Kirche.[12]
- 1981 Großes Silbernes Ehrenzeichen am Bande für Verdienste um die Republik Österreich